# Powiat bielski (województwo podlaskie)
Powiat bielski – powiat w Polsce (województwo podlaskie), utworzony w 1999 roku w ramach reformy administracyjnej. Jego siedzibą jest miasto Bielsk Podlaski.
W skład powiatu wchodzą:
- gminy miejskie: Bielsk Podlaski, Brańsk
- gminy wiejskie: Bielsk Podlaski, Boćki, Brańsk, Orla, Rudka, Wyszki
- miasta: Bielsk Podlaski, Brańsk

Według danych z 31 grudnia 2019 roku powiat zamieszkiwały 54 353 osoby. Natomiast według danych z 30 czerwca 2020 roku powiat zamieszkiwało 54 058 osób.

## Demografia

### W II RP
W II RP powiat bielski funkcjonował początkowo na mocy postanowień Dziennika Praw Królestwa Polskiego z 1919. Według tezy Alfonsa Krysińskiego i Wiktora Ormickiego, terytorium powiatu wchodziło w skład tzw. zwartego obszaru polsko-białoruskiego, to znaczy prawosławna ludność białoruska zamieszkiwała jedynie tereny wiejskie, zaś w większych miejscowościach dominowali Polacy.
Według spisu powszechnego z 1921 roku, powiat w ówczesnych granicach zamieszkiwało 129 216 osób, w tym 79 154 (61,3%) Polaków, 35 964 (27,8%) Białorusinów, 13 715 (10,6%) Żydów, 283 (0,2%) Rosjan, 45 Niemców, 30 Rusinów, 14 Litwinów, 2 Finów, 1 Francuz, 1 Czech, 1 Gruzin, 1 Łotysz, 1 Szwajcar i 4 osoby o nie ustalonej narodowości.

### W PRL
Po wojnie z powiatu bielskiego do ZSRR odeszło 83 000 ha (61 400 ha z gminy Białowieża i 22 300 ha z gminy Narewka, de facto Masiewo), a przybyło 21 841 ha (do gminy Narewka – 6000 ha, do gminy Kleszczele – 4711 ha oraz nowa gmina Klukowicze – 11130 ha). Na podstawie decyzji PKWN z 22 sierpnia 1944 r. przywrócono dawny, przedwojenny podział administracyjny, jednak powiat bielski został powiększony o część dawnego powiatu brzeskiego. Według danych urzędowych w styczniu 1945 r. teren powiatu bielskiego zamieszkiwało ponad 191 tys. osób, w tym ok. 55 proc. Polaków, ok. 45 proc. Białorusinów, a 0,1 proc. stanowili inni (Ukraińcy, Rosjanie i Żydzi). 22 marca 1952 r. wydzielono z powiatu nowy powiat siemiatycki, a 22 sierpnia 1953 r. powiat hajnowski. Ustawą z 28 maja 1975 r. (z wejściem w życie od 1 czerwca) dokonano reformy administracyjnej kraju, w związku z którą zlikwidowano powiaty.

### W III RP
Na mocy ustawy z 1998 roku na terytorium Rzeczypospolitej Polskiej przywrócono powiaty.

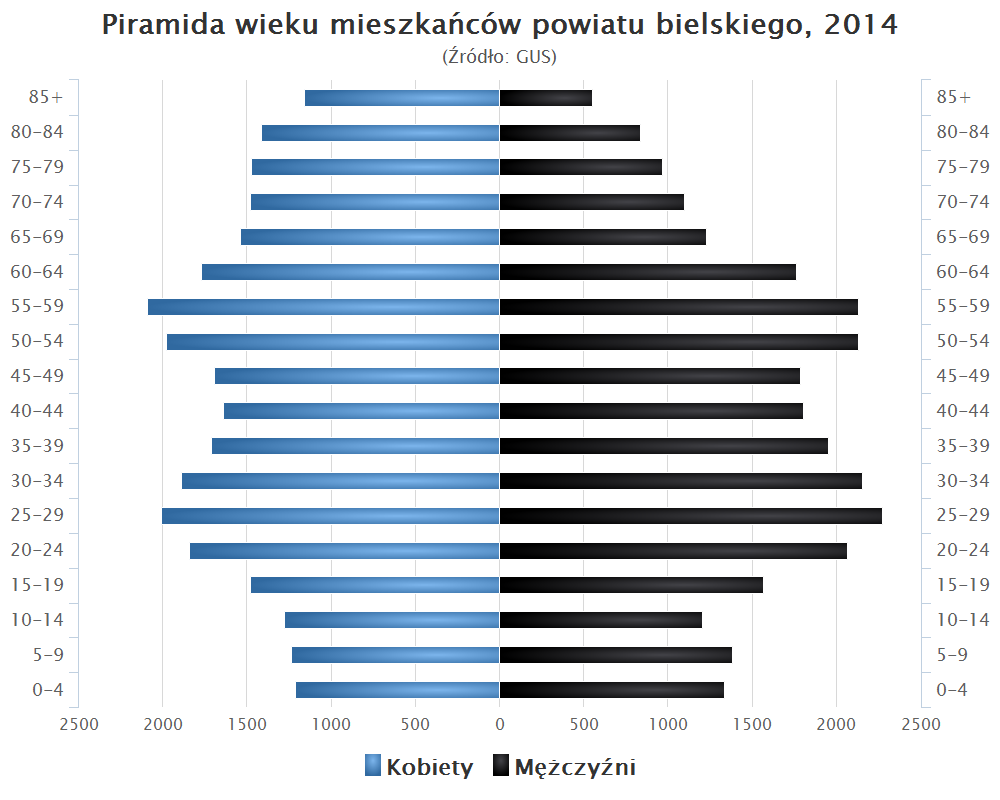
Piramida wieku mieszkańców powiatu bielskiego w 2014 roku

Liczba ludności (dane z 30 czerwca 2012):
|        | Ogółem | Ogółem | Kobiety | Kobiety | Mężczyźni | Mężczyźni |
| osób   | %      | osób   | %       | osób    | %         |           |
| ------ | ------ | ------ | ------- | ------- | --------- | --------- |
| Ogółem | 58 225 | 100    | 29 450  | 50,58   | 28 775    | 49,42     |
| Miasto | 30 423 | 52,25  | 15 718  | 27,00   | 14 705    | 25,26     |
| Wieś   | 27 802 | 47,75  | 13 732  | 23,58   | 14 070    | 24,16     |

▶Wieś vs ▶miasto
Ogółem (▶k, ▶m)
Miasto (▶k, ▶m)
Wieś (▶k, ▶m)

## Stopa bezrobocia
We wrześniu 2019 liczba zarejestrowanych bezrobotnych wynosiła 1100 osób, a stopa bezrobocia 4,5%.

## Religia
Według spisu powszechnego z 1921 roku, 64 311 (49,8%) mieszkańców powiatu w ówczesnych granicach wyznawało rzymski katolicyzm, 48 672 (37,7%) prawosławie, 15 977 (12,4%) judaizm, 56 osób było mariawitami, 27 greko-katolikami, 18 adwentystami, 1 baptystą i 1 muzułmaninem. 4 osoby zostały określone w spisie jako sektanci, a 9 osób zadeklarowało brak wyznania.
Obecnie większość mieszkańców to katolicy (ok. 60% - 35 tys.) i prawosławni (ok. 40% - 23 tys.). Na terenie powiatu mieszkają też nieliczni protestanci, Świadkowie Jehowy, muzułmanie, żydzi i unici.
Na terenie powiatu działalność religijną prowadzą następujące związki wyznaniowe:

### Kościół Adwentystów Dnia Siódmego
- Zbór Kościoła Adwentystów Dnia Siódmego w Bielsku Podlaskim

### Polski Autokefaliczny Kościół Prawosławny
- parafia św. Jana Teologa w Augustowie
- parafia Narodzenia Najświętszej Maryi Panny w Bielsku Podlaskim
- parafia Opieki Matki Bożej w Bielsku Podlaskim
- parafia Zaśnięcia Najświętszej Maryi Panny w Bielsku Podlaskim
- parafia Zmartwychwstania Pańskiego w Bielsku Podlaskim
- parafia Zaśnięcia Najświętszej Maryi Panny w Boćkach
- parafia Świętych Apostołów Piotra i Pawła w Maleszach
- parafia św. Michała Archanioła w Orli
- parafia Przemienienia Pańskiego w Ploskach
- parafia św. Proroka Eliasza w Podbielu
- parafia Świętych Apostołów Piotra i Pawła w Rajsku
- parafia Przemienienia Pańskiego w Sasinach
- parafia  Ścięcia Głowy św. Jana Chrzciciela w Szczytach-Dzięciołowie
- parafia Kaspierowskiej Ikony Matki Bożej w Widowie
- parafia św. Jana Teologa w Augustowie

### Kościół Chrześcijan Baptystów
- Zbór Kościoła Chrześcijan Baptystów w Bielsku Podlaskim

### Kościół Chrystusowy
- Kościół Chrystusowy w Bielsku Podlaskim

### Kościół Rzymskokatolicki
- Parafia Matki Bożej z Góry Karmel w Bielsku Podlaskim
- Parafia Miłosierdzia Bożego w Bielsku Podlaskim
- Parafia Najświętszej Opatrzności Bożej w Bielsku Podlaskim
- Parafia Narodzenia Najświętszej Maryi Panny i św. Mikołaja w Bielsku Podlaskim
- Parafia Wniebowzięcia Najświętszej Maryi Panny w Brańsku
- parafia Najświętszego Serca Pana Jezusa w Chojewie
- parafia św. Doroty w Domanowie
- parafia Matki Bożej Wspomożenia Wiernych w Klichach
- parafia Trójcy Przenajświętszej w Rudce
- parafia Najświętszej Maryi Panny Królowej Świata w Szmurłach
- parafia św. Stanisława w Topczewie
- parafia św. Andrzeja Apostoła w Wyszkach
- parafia św. Józefa Oblubieńca w Boćkach
- Parafia Wniebowzięcia Najświętszej Maryi Panny w Łubinie Kościelnym
- parafia Wniebowstąpienia Pańskiego w Strabli
- Parafia Matki Bożej Królowej Polski w Niemyjach Nowych

### Kościół Zielonoświątkowy
- zbór Kościoła Zielonoświątkowego w Bielsku Podlaskim

### Świadkowie Jehowy
- zbór Świadków Jehowy Bielsk Podlaski[10]

## Starostowie
- Józef Sienkowski (1919-1921)
- Marian Baehr (1921-1922)
- A. Czajkowski (1925)
- Włodzimierz Baranowski (1925-1928)
- Józef Drożański (1928-1932)
- Zelisław Januszkiewicz (1933-1939)[11]

## Sąsiednie powiaty
- powiat siemiatycki
- powiat wysokomazowiecki
- powiat białostocki
- powiat hajnowski